# Artemij Volynskij
Artemij Petrovitj Volynskij (ryska: Артемий Петрович Волынский), född 1689, död 8 juli (gamla stilen: 27 juni) 1740 i Sankt Petersburg (avrättad), var en rysk politiker.
Volynskij inträdde 1704 i krigstjänst, fick 1715 ett diplomatiskt och handelspolitiskt uppdrag till Persien, som utfördes med framgång och gav honom den då sällsynta titeln generaladjutant och den nya guvernörsposten i Astrachan. En ny expedition till Persien misslyckades, och genom intriger miste han sina rättigheter 1723. 
Av Katarina I blev han återupprättad och utnämndes till guvernör i Kazan. År 1733 fick han armébefäl, 1736 titeln överjägmästare, och 1738 blev han kabinettsminister samt kejsarinnan Anna Ivanovnas förtrogne. Genom Andrej Ostermans ränker förlorade han sitt inflytande vid hovet och anklagades 1740 för förskingring av kronans medel samt beskylldes för omstörtningsplaner. Trots bedyranden om sin oskuld under tortyr dömdes han till avrättning, och hans tre barn förvisades till Sibirien på livstid. De åtföljdes dit av sin mor, Aleksandra Lvovna, född Narysjkina, kusin till Peter den store.